# 3623 Чаплін
3623 Чаплін (3623 Chaplin) — астероїд головного поясу, відкритий 4 жовтня 1981 року.
Тіссеранів параметр щодо Юпітера — 3,298.